# ローレンス・テイラー
ローレンス・テイラー（Lawrence Taylor、本名：Lawrence Julius Taylor、ニックネーム：「LT」、1959年2月4日 - ）は、バージニア州ウィリアムズバーグ出身のアメリカンフットボール選手。ポジションはラインバッカー。ニューヨーク・ジャイアンツ一筋の現役生活を送り、チームのスーパーボウル制覇に2回貢献した。アメリカンフットボール関係者の多くが、テイラーのことを史上最も偉大な選手の一人であると考えており、多くのメディアが歴代最高の守備選手としてテイラーを選出している。
選手として最高の評価を受ける一方、フィールド外では様々な問題行動を起こし、リーグから複数回、出場停止処分を受けている。

## プロ入団まで
テイラーは、バージニア州ウィリアムズバーグで、造船所工程管理者として働く父と学校教師として働く母の間の2番目の子として産まれた。幼少期はキャッチャーのポジションで野球をプレーし、フットボールは15歳から始めた。本格的にフットボールを始めたのは16歳以降であるため、高校入学時、積極的なスカウトを受けなかった。
1977年の高校卒業後、ノースカロライナ大学チャペルヒル校にディフェンスラインの選手として入学し、1979年までにラインバッカーに転向した。大学最終年の1980年には、16QBサックを記録するなど多数の守備の記録を更新し、ACCの最優秀選手や全米オールスターに選ばれた。

## プロ入団後

### ドラフト
1981年のNFLドラフトで、ニューヨーク・ジャイアンツから1巡目全体2位指名で指名され、NFL入りした。ドラフト前の調査で、NFLのGM28人中26人が「1位指名権を持っているならば、テイラーを1位指名する。」と回答したが、テイラーを1位指名すると回答しなかった2名のGMの一人で、ニューオーリンズ・セインツのGMに就任したばかりだったバム・フィリップスはテイラーを1位指名しないと回答した。
ドラフトで、1位指名権を有していたフィリップスは事前の回答どおりにテイラーを1位指名せず、ハイズマン賞受賞者のRBジョージ・ロジャースを1位指名し、ジャイアンツが2位指名でテイラーを獲得した。ロジャースは4回の1000ヤードラッシング、2回のプロボウル選出と活躍したが、怪我をしやすく、1987年に引退した。

### キャリア序盤：1981–1985
1981年シーズン、テイラーは9.5サックを記録し、史上初の最優秀守備選手と最優秀新人守備選手の同時受賞を果たした。テイラーの活躍はチームの躍進を支えた。チーム失点は前年の425から257へ激減し、チーム勝敗も前年の4勝12敗から9勝7敗と改善して、NFC東地区3位、NFCの第5シードでプレイオフに進出した。ワイルドカードプレイオフでフィラデルフィア・イーグルスを破り、ディビジョナルプレイオフでは、ビル・ウォルシュの下、新攻撃システムであるウェストコーストオフェンスを構築し、自身初のプレイオフ出場を果たしたジョー・モンタナ擁するサンフランシスコ・49ERSと対戦した。49ERSはチーム最高のブロッカーであるジョン・エイヤーズを割リ当ててテイラーを抑え込み、テイラーに1サックしか許さなかった。試合は49ERSが38対24で勝利し、この試合を勝ち抜いた49ERSは第16回スーパーボウルを制覇した。フィールド上での活躍とは対照的に、シーズン終盤にスピード違反を原因とした交通事故を起こしており、この時点ですでにフィールド外での問題行動が露見していた。
1982年シーズンはストライキにより、16試合から9試合に短縮されたが、テイラーのキャリアにおいて印象深い試合が含まれている。感謝祭の日に全国放送されたデトロイト・ライオンズ戦、第4Q序盤6対6の同点でライオンズはジャイアンツの敵陣深くまで攻め込んでいた。この場面でライオンズQBのゲイリー・ダニエルソンは左ライン際にパスを投げたが、そのパスをテイラーがインターセプトし、そのまま相手選手を振り切って97ヤードリターンタッチダウンを決めた。このプレーはラインバッカーとしてパワーだけでなく規格外のスピードを兼ね備えていることを全米に印象づけたプレーであり、この年も最優秀守備選手に選ばれた。
1982年シーズン終了後、ヘッドコーチのレイ・パーキンスがアラバマ大学のヘッドコーチに転出し、後任に守備コーディネーターのビル・パーセルズが就任した。この人事はジャイアンツとテイラーにとって大きな変化を以後もたらすことになる。
1983年シーズンは、テイラーが旧契約に不満を示し、トレーニングキャンプをボイコットするホールドアウトから始まった。テイラーが旧契約で復帰すると決めたとき、プレシーズンゲームが3試合残っている状態であった。プレシーズンゲームの途中から復帰したテイラーはこの年も9サック、3年連続オールプロ選出と大活躍したが、チームは低迷した。テイラーはインサイド・ラインバッカーのハリー・カーソンが怪我したことの影響でインサイドとアウトサイドの両方で出場することを余儀なくされたが、その結果、史上初めて両方の守備位置でオールプロに選出された。プレーで活躍した一方、負けが続くことに憤り、ミーティングに遅刻したり、コンディショニングを欠席したりといった問題行動が散見されるようになった。
1983年シーズン終了後、テイラーは新興リーグのUSFLとNFLの競争の渦中に巻き込まれた。テイラーは1988年からUSFLでプレーするという条件で、USFLのチームニュージャージー・ジェネラルズのオーナーであったドナルド・トランプから100万ドルを無利子、返済期間25年で借り受けた。しかし、テイラーはこの決断を後悔し、1ヶ月もしないうちに再交渉に入った。テイラーの代理人は個人的にトランプと交渉し、テイラーはジャイアンツでプレーを続けることになった。交渉の結果、ジャイアンツが100万ドル無利子貸付を含む新契約をテイラーと締結し、テイラーがトランプに返済、ジャイアンツがトランプに違約金を支払うこととなった。この契約により、テイラーはジャイアンツと6年契約を締結した。
1984年シーズン、チームは前年の低迷から復活し、9勝7敗でレギュラーシーズンを終えた。テイラーは9月の内に4サック決める好調な滑り出しで年間11.5サックを記録し、4度目のオールプロに選出された。ワイルドカードプレイオフでロサンゼルス・ラムズを破ったが、ディビジョナルプレイオフでこの年のスーパーボウル王者の49ERSに敗れ、シーズンを終えた。
1985年シーズン、チームは1984年シーズンの成績回復とプレシーズンゲーム全勝により、前シーズンとは対照的に楽観的なムードでシーズンに突入し、10勝6敗でレギュラーシーズンを終えた。チーム守備は強化され、リーグ1位の68サックを記録し、テイラーはその内の13サックを記録して、チームを牽引した。このレギュラーシーズン中、マンデーナイトフットボールのワシントン・レッドスキンズ戦、テイラーはレッドスキンズQBのジョー・サイズマンをサックし、このサックによって、サイズマンは足を複雑骨折をして引退に追い込まれた。サック直後、重傷の様子に取り乱したテイラーは、サイズマンに同行したいと救急隊員に叫び、このプレーはアメリカでテイラーに関する印象深いプレーとなっている。なお、サイズマンはテイラーのサックを批判することもなく、テイラーはこのプレーの映像を見たことがないし、見たくもないと述べている。ワイルドカードプレイオフで前年スーパーボウル王者の49ersを破ったが、ディビジョナルプレイオフでこの年のスーパーボウル王者のシカゴ・ベアーズに敗れ、シーズンを終えた。

### キャリア中盤：1986–1990
1986年シーズンは、NFL史上最も成功した守備の選手として、テイラーが脚光を浴びるシーズンとなった。テイラーはリーグトップの20.5サックを記録し、守備の選手として初めて満場一致のMVPに選出された。チームはレギュラーシーズンを14勝2敗、NFC第1シードでプレイオフに進出し、ディビジョナルプレイオフで49ERSを49対3、カンファレンス決勝でレッドスキンズを17対0で破り、第21回スーパーボウルに進出した。スーパーボウルでは、プロ入り3年目のQBジョン・エルウェイ擁するデンバー・ブロンコスと対戦し、リードを許したまま後半を迎える展開になったが、後半は圧倒し逆転で、チーム及びテイラーにとって、初のスーパーボウル制覇を果たした。なお、この試合でテイラーは、第2Q序盤、ゴールライン残り1ヤードの攻防でエルウェイのロールアウトによるタッチダウンを防ぎ、ブロンコスペースになりかけた試合の流れを食い止めるキープレーを決めている。
1987年シーズン、ジャイアンツは前シーズン、若い年齢構成でスーパーボウルを制覇していたため、優勝争いの本命とされていた。しかし、ストライキで1試合減ったシーズンを6勝9敗の低成績で終えた。ストライキでジョー・モンタナ等の有力選手がスト破りをする中、テイラーはストライキに参加して試合に欠場したが、チームが連敗し、給与も支払われなかったことから、ストライキを無意味なものと考えるようになり、フィールドに復帰する決断をした。テイラーはこのシーズン、12試合に出場し12サックと活躍したが、ハムストリング筋を痛めて、1試合欠場して、106試合続けていた連続試合出場が止まった。
1988年シーズン、前シーズン低迷したとはいえ、スーパーボウル制覇から2年の若いチームはこの年も優勝候補だと考えられていた。しかし、テイラーがリーグの薬物テストでコカインが2度目の陽性（1回目は非公表）となり、30日間の出場停止処分を受けた。過去多くの名選手が薬物の問題で現役生活を台無しにしていることから、テイラーの私生活やリハビリに多くの人が興味を持った。テイラーが欠場した4試合、チームは2勝2敗で終え、テイラーが復帰すると以前の支配的なプレーは健在であり、12試合で15.5サックの大活躍をした。テイラーは、プレイオフが掛かったシーズン最終盤のセインツ戦で胸筋を肉離れしながらプレーし、7タックル、3サック、2ファンブルフォースの大活躍をし、チームを13対12の勝利に導いたが、10勝6敗で並んだイーグルス・ラムズとのタイブレークの差でプレイオフ進出を逃した。
1989年シーズン、脛骨骨折をしながらプレーしたため、出場機会が限られたが、テイラーは15サックを記録した。フィールド外での問題行動が度重なっていたにもかかわらず、チームメイトの信頼が厚く、カール・バンクスと共同守備キャプテンに就任した。前シーズン限りでプロボウル9度選出の守備キャプテンのハリー・カーソンが引退し、「ブルー・レッキング・クルー」と呼ばれて1980年代に恐れられたジャイアンツのラインバッカー陣4人の一角が崩れたが、2人のキャプテンはこの穴を埋めた。ジャイアンツはこのシーズン、12勝4敗で終え、NFC第3シードでプレイオフに進出した。ラムズとのディビジョナルプレイオフで、テイラーは2サック、1ファンブルフォースの活躍をしたが、オーバータイムの接戦の末、19対13で敗退した。
1990年シーズンの開幕前、テイラーは新契約を求め、トレーニングキャンプに参加しないホールドアウトを実行した。交渉はもつれ、開幕直前4日前に守備の選手で当時リーグ最高額の3年500万ドル（テイラーの当初要求は年200万ドル）の新契約が締結された。プレシーズンゲームを全休し、開幕直前にチームに合流したにもかかわらず、テイラーは開幕戦のイーグル戦で3サック、1ファンブルフォースの大活躍をした。このシーズン、テイラーは10.5サックを記録し、10度目のプロボウルに選ばれたが、プロになって初めてオールプロには選出されなかった。チームは開幕10連勝し、最終的に13勝3敗でレギュラーシーズンを終え、14勝2敗の49ersに次ぐNFC第2シードでプレイオフに進出した。ディビジョナルプレイオフではNFC中地区優勝でNFC第3シードのベアーズを31対3の圧勝で破り、NFCチャンピオンシップに進出した。テイラーが何度もプレイオフで戦ってきた49ERSとのNFCチャンピオンシップでは、試合終盤にテイラーが2枚のブロックを突破してファンブルを誘い、このターンオーバーから決勝フィールドゴールに繋げ、15対13で49ersを破った。湾岸戦争下で行われた第25回スーパーボウルでは、AFC代表のバッファロー・ビルズの決勝フィールドゴールが外れ、チーム及びテイラー自身2度目のスーパーボウル制覇を果たした。

### キャリア終盤：1991–1993
1990年シーズン終了後、テイラーの入団当時からジャイアンツのコーチを務め、テイラーと良好な関係を築いていたパーセルズが引退し、チームはオフェンスバックコーチのレイ・ハンドリーをヘッドコーチに昇格させた。1991年シーズン、テイラーの成績は14試合で7サックと急速に悪化し、初めてプロボウル選出を逃した。チームの守備もリーグトップレベルとは言えないものになった。
1992年シーズン、前年の不調をはねのけて、最初の9試合で10サックと活躍し、チームの成績は5勝4敗であった。しかし、1992年11月8日のグリーンベイ・パッカーズ戦でアキレス腱を断裂し、残りの7試合を欠場した。チームはテイラーが出場しなかった試合を1勝6敗と大きく負け越してシーズンを終えた。
1993年シーズン、怪我による長期離脱により、そのまま引退することも考えられたテイラーは、新しいヘッドコーチ（ダン・リーブス）の下でのプレーに期待を抱き、現役続行を選択した。このシーズン、ジャイアンツは前年の低迷から復活し、テイラーは6サック、チームは11勝5敗、NFC東地区優勝、第4シードでのプレイオフ進出を決めた。チームの失点はリーグ最少であった。ワイルドカードプレイオフでは、ミネソタ・バイキングスを17対10で破ったが、ディビジョナルプレイオフでスティーブ・ヤング擁するサンフランシスコ・49ersに44対3で破れ、シーズンを終えた。試合終了後のインタビューでテイラーは引退を表明した。

## 成績
| Legend | Legend             |
| ------ | ------------------ |
|        | リーグ1位          |
|        | スーパーボウル制覇 |
|        | MVP                |
|        | 最優秀守備選手     |
| 太字   | 自己最高           |

出典
| 年   | チーム                     | 試合 | 試合 | タックル | インターセプト | インターセプト | インターセプト | ファンブル | ファンブル | ファンブル |
| 年   | チーム                     | 試合 | 先発 | サック   | Int            | Yds            | TD             | FR         | Yds        | TD         |
| ---- | -------------------------- | ---- | ---- | -------- | -------------- | -------------- | -------------- | ---------- | ---------- | ---------- |
| 1981 | ニューヨーク・ジャイアンツ | 16   | 16   | 9.5*     | 1              | 1              | 0              | 1          | 4          | 0          |
| 1982 | ニューヨーク・ジャイアンツ | 9    | 8    | 7.5      | 1              | 97             | 1              | 0          | 0          | 0          |
| 1983 | ニューヨーク・ジャイアンツ | 16   | 16   | 9        | 2              | 10             | 0              | 2          | 3          | 1          |
| 1984 | ニューヨーク・ジャイアンツ | 16   | 16   | 11.5     | 1              | -1             | 0              | 0          | 0          | 0          |
| 1985 | ニューヨーク・ジャイアンツ | 16   | 16   | 13       | 0              | 0              | 0              | 2          | 25         | 0          |
| 1986 | ニューヨーク・ジャイアンツ | 16   | 16   | 20.5     | 0              | 0              | 0              | 0          | 0          | 0          |
| 1987 | ニューヨーク・ジャイアンツ | 12   | 11   | 12       | 3              | 16             | 0              | 0          | 0          | 0          |
| 1988 | ニューヨーク・ジャイアンツ | 12   | 12   | 15.5     | 0              | 0              | 0              | 1          | 0          | 0          |
| 1989 | ニューヨーク・ジャイアンツ | 16   | 15   | 15       | 0              | 0              | 0              | 0          | 0          | 0          |
| 1990 | ニューヨーク・ジャイアンツ | 16   | 16   | 10.5     | 1              | 11             | 1              | 1          | 0          | 0          |
| 1991 | ニューヨーク・ジャイアンツ | 14   | 14   | 7        | 0              | 0              | 0              | 2          | 0          | 0          |
| 1992 | ニューヨーク・ジャイアンツ | 9    | 9    | 5        | 0              | 0              | 0              | 1          | 2          | 0          |
| 1993 | ニューヨーク・ジャイアンツ | 16   | 15   | 6        | 0              | 0              | 0              | 1          | 0          | 0          |
| 通算 | 通算                       | 184  | 180  | 132.5†   | 9              | 134            | 2              | 11         | 34         | 1          |

*非公式記録 （1981年以前はサックは非公式記録。しかし、殿堂では1981年も表記されており、正確な記録と考えられる。)

† 非公式記録の1981年分も含む
凡例

Int= インターセプト

Yds=ヤード

TD= タッチダウン

FR= ファンブルリカバー